# Guayparín
Guayparín es una ranchería del municipio de Etchojoa ubicada en el sur del estado mexicano de Sonora, en la zona del valle del Mayo. Según los datos del Censo de Población y Vivienda realizado en 2020 por el Instituto Nacional de Estadística y Geografía (INEGI), Guayparín tiene un total de 956 habitantes.

## Geografía
Guayparín se sitúa en las coordenadas geográficas 26°57'52" de latitud norte y 109°38'49" de longitud oeste del meridiano de Greenwich, a una elevación de 21 metros sobre el nivel del mar.